# مونته‌ویدئو
مونته‌ویدئو (به اسپانیایی: Montevideo)، پایتخت، بزرگ‌ترین شهر و بندر اصلی کشور اروگوئه است. این شهر بزرگ‌تر از دو برابر اندازه هر شهر دیگری در این کشور است و یک شهر بسیار مهم و عمده محسوب می‌شود. مونته‌ویدئو در آوریل ۲۰۰۶، در رتبه‌بندی مرکز مشاوره منابع انسانی مرکر، به‌عنوان شهری با بالاترین کیفیت زندگی در آمریکای لاتین شناخته شد.

## جمعیت

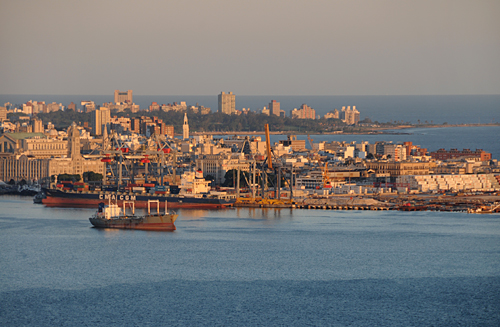
شهر بندری مونته‌ویدئو

جمعیت برآورد شده فعلی مونته‌ویدئو ۱٬۳۴۹٬۰۰۰ نفر در منطقه حریم شهر و ۱٬۸۱۴٬۴۰۰ نفر در ناحیه بزرگ‌تر پایتختی آن می‌باشد.
جمعیت این شهر از لحاظ نژادی تقریباً «نیمی از اعقاب مردم ایتالیایی، و درصد بزرگی از بازماندگان با اصالت اروپائی (بیشتر مردم اسپانیایی)، هستند که کلاً» ۸۸٪ نمودار جمعیتی آن را تشکیل می‌دهند. جمعیت مونته‌ویدئو تقریباً «۴۴٪ کل جمعیت کشور را تشکیل می‌دهد، و استان پیرامونی آن، کانلونز، و اصولاً» حومه‌های شهر مونته‌ویدئو و ناحیه اصلی روستائی، ۱۲٪ دیگر آن را شامل می‌شوند. جمعیت بومی اروگوئه طی دوران استعمار از بین رفتند و در واقع هیچگونه اعقابی از آنها باقی نمانده‌است. یک اقلیت (۵٪) دورگه (مرکب از بومی و اروپائی) و (۴٪) آفریقائی‌تبار در آن وجود دارند. با این که بخش غالب جمعیت کاتولیک یا فاقد مذهب هستند، یک جمعیت خوب سازش یافته، اما فعال یهودی به تعداد ۴۰۰۰۰ نفر نیز در آن وجود دارد.

## موقعیت و اقلیم
مونته‌ویدئو در جنوب کشور و در دهانه شمالی سرشاخه بسیار بزرگ رود پلاته "(ریدولاپلاتا) " واقع شده‌است. مونته‌ویدئو دارای آب و هوایی معتدل، با درجه گرمای متوسط (تقریباً °۱۳ سانتی‌گراد است که در تابستان به °۴۰ سانتی‌گراد یا بالاتر نیز می‌رسد. خیابان اصلی شهر، "۱۸ de Julio" نام دارد و یکی از زیباترین خیابان‌های آمریکای جنوبی است.

## ریشه نام

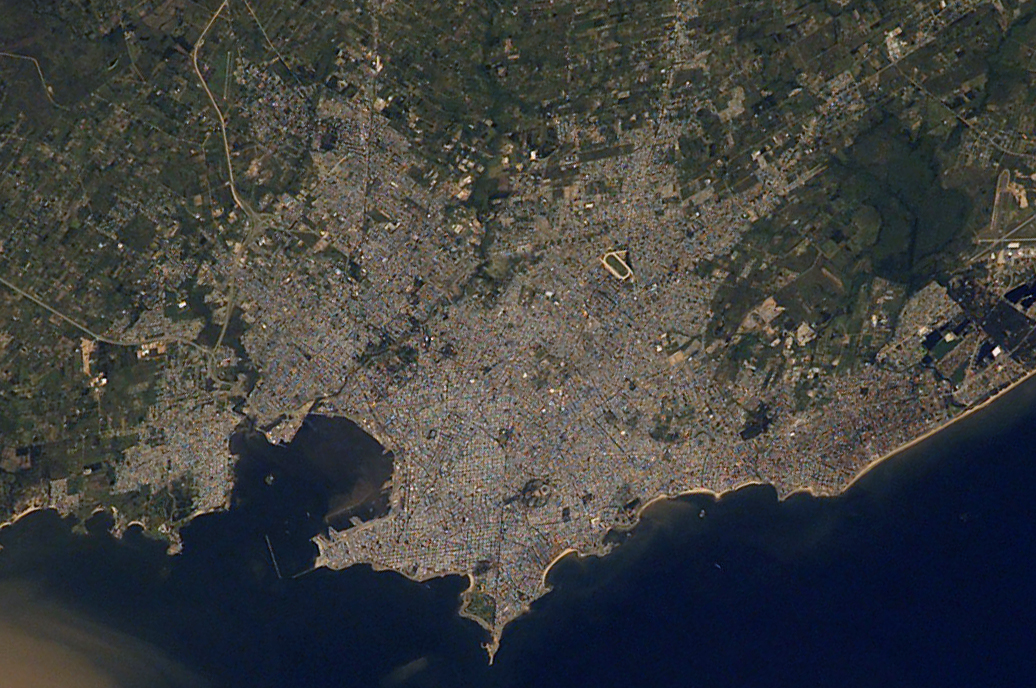
مونته‌ویدئو

دست کم دو توضیح برای مفهوم نام "مونته‌ویدئو" وجود دارد: اولین بیان می‌کند که آن از زبان پرتغالی گرفته شده که در آن "مونته- وید- ئو" یعنی "یک کوه می‌بینم". و دومی این است که اسپانیولی‌ها مکان یک کوه را در یک نقشه به این صورت بیان کردند، "Monte VI De Este a Oeste" که یعنی "شش کوه از شرق به غرب". کل اسم اصلی این شهر سن فلیپه سانتیاگو دمونته‌ویدئو است.

## تاریخ اولیه
پرتغالی‌ها در قرن هفدهم با وجود آن که اسپانیایی‌ها به دلیل معاهده توردسیلاس نسبت به مالکیت این منطقه ادعا داشتند، مستعمره ساکرامنتو را در این ناحیه پایه‌گذاری نمود. اسپانیولی‌ها در سال ۱۷۲۴ پرتغالی‌ها را در خارج از یک قلعه در این منطقه تعقیب نمودند. سپس، برونو موریسیو دزابالا و-؛ فرماندار بوئنوس آیرس و -؛ این شهر را در ۲۴ دسامبر ۱۷۲۶ برای جلوگیری از تاخت و تازهای بیشتر بنا نهاد. در سال ۱۸۲۸، این شهر پایتخت اروگوئه شد.
از اوایل قرن نوزدهم تا اوایل قرن بیستم، این شهر به‌عنوان راهی برای احاطه آرژانتین و کنترل بازرگانی برزیل، به شدت تحت نفوذ بریتانیای کبیر انگلیسی‌ها قرار داشت. این شهر به کرات بین سال‌های ۱۸۳۸ و ۱۸۵۱ توسط دیکتاتور آرژانتینی، خوان مانوئل ده روساس محاصره گردید. بین سال‌های ۱۸۶۰ و ۱۹۱۱، بریتانیا یک شبکه گسترده راه‌آهن احداث نمود که شهر را به حومه پیرامون خود ارتباط می‌داد.

## قرن بیستم

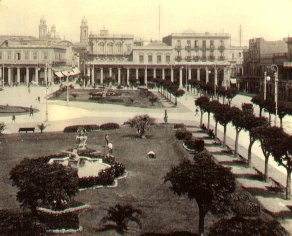
میدان استقلال۱۹۰۰ مونته‌ویدئو

طی جنگ جهانی دوم، حادثه معروف نبرد آلمانی جیب دریاسالار گراف اسپی در مونته‌ویدئو که یک بندر بیطرف در طی جنگ بود اتفاق افتاد. پس از نبرد ریورپلات با ناوگان سلطنتی ناوگان بریتانیا در ۱۳ دسامبر، ۱۹۳۹، گراف اسپی به طرف بندر عقب‌نشینی کرد. برای جلوگیری از به مخاطره افتادن خدمه که وی تصور می‌کرد در یک نبرد هزیمت بار قرار گرفته‌اند، کاپیتان هانس لنگدراف در ۱۷ دسامبر کشتی را سوراخ کرد (معدوم نمود). انگدراف دو روز بعد خودکشی کرد. در ۱۰ فوریه ۲۰۰۶، نشان سرعقاب «دریاسالار گراف اسپی» در دریا پیدا شد.
برای پاسداشت احساسات آنهایی که هنوز نسبت به آلمان نازی حساس هستند، صلیب خمیده (نشان هیتلری) بر روی نشان سر عقاب از آب بیرون کشیده شد و پس داده شد. از سال ۲۰۰۵ شهردار مونته‌ویدئو (به اصطلاح اسپانیولی آن "مدیریت شهرداری")، ریکاردو ارلیش، از فرنته آمپلیو (جناح شورا) بوده‌است، که ضمن احراز ۶۱٪ آراء انتخابات شهرداری، پدرو بوردابری از حزب کلورادو را که ۲۷٪ رای آورده بود، شکست داد. مونته‌ویدئو برخلاف همسایه معروف‌ترش بوئنوس آیرس، از یک لنگرگاه طبیعی برخوردار است.

## رشد شهر و وضعیت اقتصادی آن

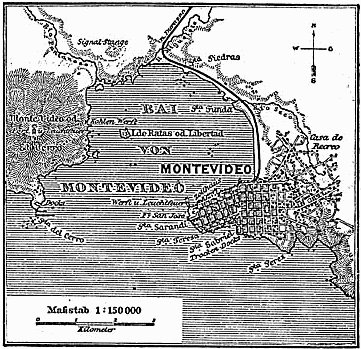
نقشه آلمانی مونته‌ویدئو در سال ۱۸۸۸

مونته‌ویدئو با اسکان اندک (جمعیت) شروع کرد. مونته‌ویدئو ۳۷۷۸۷ نفر جمعیت داشت، تا سال ۱۸۸۴، جمعیت تا ۱۰۴۴۷۲ نفر رشد کرده بود، که از جمله تعدادی نیز مهاجر بودند. تا این زمان، تجارت منبع اصلی درآمد برای شهر بود و آن شهر به رقیبی برای بوئنوس آیرس تبدیل می‌شد. طی اوایل قرن بیستم، برخی از اروپائی‌ها، عمدتاً از اسپانیا و ایتالیا، به این شهر مهاجرت نمودند، و تا سال ۱۹۰۸، ۳۰٪ جمعیت شهر از نژاد بیگانه بودند.
طی نیمه قرن بیستم، دیکتاتوری نظامی و رکود اقتصادی سبب افولی شد که اثرات جانبی آن تا به امروز مشاهده می‌شود. بسیاری از روستائیان فقیر با تمرکز عمده در ناحیه شهری سیوداد ویخا (شهر قدیمی) به شهر سرازیر شدند.
اخیراً، بهبود اقتصادی و مناسبات تجاری قویتر با همسایگان اروگوئه سبب توسعه احیای مجدد کشاورزی و نیز امیدهایی به آبادانی بیشتر در آینده شده‌است.
این شهر در سال ۲۰۰۴، جمعیتی بالغ بر ۱/۳۵ میلیون نفر را از کل جمعیت ۳/۴۳ میلیون نفری اروگوئه به خود اختصاص می‌داد. ناحیه (بزرگ‌تر) پایتخت دارای ۸٫۱ میلیون نفر جمعیت است.
فرودگاه بین‌المللی کاراسکو در خدمت مونته‌ویدئو قرار دارد.
در آوریل۲۰۰۶، مونته‌ویدئو در رتبه‌بندی مرکز مشاوره منابع انسانی مرکر به‌عنوان باکیفیت‌ترین شهر آمریکای لاتین از لحاظ زندگی قرار گرفته‌است.

## تشکیل شهری جهانی
این شهر نشان دهنده شواهدی از تشکیل شهر (دهکده) جهانی است. اگرچه گذشتگان به همین سبک زندگی می‌کنند. با برگشت به سال ۱۸۷۰، استانداردهای متوسط زندگی در آن از ایالات متحده بالاتر بوده، و این مسئله بارز است. با قدم زدن در (بافت) شهر قدیمی، که در آن تقریباً هر خیابانی دارای منظره‌ای از آب دارد و گاهی نیز در دو سوی آن، و انبوهی از ذخایر معماری را از اواخر سده‌های ۱۹ام و اوایل ۲۰ام یافت می‌شود.

## همسایگان
| - ۰۱ کوئیداد ویجا - ۰۲ مرکز، مونته‌ویدئو - ۰۳ حومه جنوبی - ۰۴ (منطقه) آبی - ۰۵ ویلا مونیوز - ۰۶ کوردیون - ۰۷ پالرمو - ۰۸ پارک رودیو - ۰۹ تقاطع سوم - ۱۰ (منطقه) بازرگانی - ۱۱ لارانیاگا - ۱۲ لابلانکوئید (سفید) | - ۱۳ پارک باتله، ویلا دورولس - ۱۴ پوسیتوز - ۱۵ پونتا کارتاس - ۱۶ یونیون (اتحادیه) - ۱۷ بوچیو - ۱۸ مالویان - ۱۹ مالویان شمالی - ۲۰ پارک گوآرانیا، لاس کانتراس - ۲۱ پونتگوردا - ۲۲ کاراسکو - ۲۳ کارسکو شمالی - ۲۴ حمام کاراسکو | - ۲۵ فلور دو مارونیاس - ۲۶ مارونیاس - ۲۷ ویلا اسپانیولا - ۲۸ ایتوزانگیو - ۲۹ کاسترو کاستلانوس - ۳۰ بلوار، مرکادو مدلو - ۳۱ برازو اورینتال - ۳۲ جاسینتو ورا، لافیگوریتا - ۳۳ ریدکتو - ۳۴ کاپولو، منظره زیبا - ۳۵ پرادو - ۳۶ آتاهوالپا | - ۳۷ پانیارول - ۳۸ بلودیره - ۳۹ لاتجا - ۴۰ ترس اومبوئز، پابلو ویکتوریا - ۴۱ تپه، لاپالوما - ۴۲ کاسابیو، پاجاس بلانکس - ۴۳ پاسو دلا آرنا - ۴۴ نوو پاریس - ۴۵ کانسیلیاسیون - ۴۶ سایاگو - ۴۷ پیدراس بلانکاس - ۴۸ مرکز کولیون شمالشرق | - ۴۹ ازیکا، ملیا - ۵۰ کولیون جنوب‌شرق، آبایوبا - ۵۱ مانگا، تولدوچیکو - ۵۲ کازاواله - ۵۳ سریتو - ۵۴ لاس آکاکیاس - ۵۵ پیست سوارکاری - ۵۶ لاوالجا (۴۰هفته) - ۵۷ مانگا - ۵۸ مکان راه‌آهن، بلا ایتالیا - ۵۹ ویلا گارسیا، مانگا رورال |

## آموزش
- کالج استلا ماریس (مونته‌ویدئو)
- مدارس انگلیسی مونته‌ویدئو

## ورزش‌ها
مونته‌ویدئو میزبان کلیه مسابقات جام جهانی فیفا در سال ۱۹۳۰ بود. اروگوئه این مسابقه را با شکست ۲–۴ آرژانتین برنده شد، و سپس در جام جهانی ۱۹۵۰ با شکست دادن برزیل با نتیجه ۱–۲ برای بار دوم قهرمان جام جهانی شد. اروگوئه در المپیک تابستانی ۱۹۲۴ اروگوئه نیز مدالهای متعدد المپیک را در فوتبال و نیز " جام کشورهای آمریکایی سال۱۹۸۳" به دست آورد.
استادیوم سنتناریو یک مکان مقدس (معبد) برای جهان فوتبال محسوب می‌شود. این شهر موطن دو عدد ازمهمترین باشگاه‌های فوتبال آمریکای جنوبی است که عبارتند از: پانیارول، باشگاه ناسیونال.

## اماکن دیدنی
- استادیوم سنتناریو
- قصر سالوو
- برج مخابراتی آنتل
- تئاتر سولییس
- کاخ قانونگذاری
- کلیسای جامع  متروپولیتن مونته‌ویدئو
- شورای شهر مونته‌ویدئو
- بازار بندری
- نوار ساحلی پوسیتوس
- پارک رودو

## شهرهای خواهرخوانده
- شهر کبک، کانادا
- بوئنوس آیرس، آرژانتین
- بارسلونا، اسپانیا
- مونته‌ویدئو، مینه سوتا، ایالات متحده

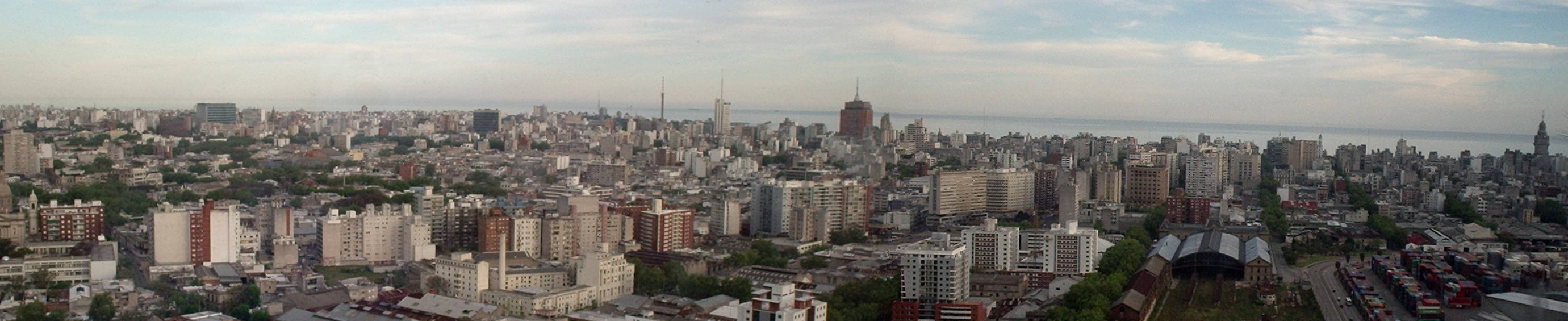
چشم‌انداز مونته‌ویدئو. عکس از برج مخابراتی آنتل گرفته شده‌است. قصر سالوو از سمت راست در آن قابل مشاهده‌است.

- کوردوبا، پارانیا، برزیل
- روزاریو، آرژانتین